# Everton Football Club 2021-2022
Questa voce raccoglie le informazioni riguardanti l'Everton Football Club nelle competizioni ufficiali della stagione 2021-2022.

## Stagione
La stagione 2021-2022 è la 68° consecutiva per i Toffees nella massima divisione inglese, e la 30° (in altrettante edizioni) in Premier League. La prima grande novità rispetto alla scorsa stagione è, senza dubbio, il cambio di manager. La partenza di Carlo Ancelotti verso il Real Madrid lascia un vuoto notevole da colmare per la dirigenza del Club che, infatti, impiega più di tre settimane per trovare un adeguato successore. Il prescelto per tale incarico è l'esperto Rafa Benítez, reduce da un'esperienza in Cina, sulla panchina del Dalian Professional, e vecchia conoscenza della massima serie inglese. La firma di Benítez viene però accolta con più di qualche malumore dalla tifoseria, la quale vede nel nuovo allenatore ancora troppi richiami al suo passato da manager del Liverpool e nella sola idea di affidargli quest'incarico anche un notevole errore della dirigenza. A peggiorare questo inizio di stagione, già notevolmente travagliato, è anche la notizia dell'incriminazione di un giocatore della rosa, da parte della Polizia della Merseyside, per abuso di minori. A tal proposito, il Club ha fatto sapere di aver sospeso un suo atleta, senza specificarne il nome, anche se, almeno a livello di stampa, le generalità del giocatore sono circolate ben presto. Infine, anche il budget a disposizione del nuovo manager non è lo stesso delle scorse stagioni: tanto la UEFA quanto la stessa Premier League impongono all'Everton un più severo rispetto dei limiti del Fair Play Finanziario, che porta Benítez ad acquistare cinque nuovi giocatori per un totale di soli 1,7 milioni di sterline.
Nonostante queste premesse, i Toffees partono bene in stagione, portando a casa quattro delle prime cinque partite stagionali e venendo trascinati, soprattutto, da due di questi cinque nuovi acquisti: Andros Townsend, che Benítez aveva già allenato a Newcastle (arrivato a parametro zero dal Crystal Palace) e Demarai Gray, unico giocatore per cui i Toffees hanno dovuto sborsare sterline durante la sessione estiva. Le vittorie contro Southampton (3-1) e Brighton (2-0), così come il pari con il Leeds (2-2) in un Elland Road gremito per il ritorno della Premier League dal vivo per la prima volta in 16 anni, dimostrano subito uno spirito rinnovato per i Toffees: nonostante lo svantaggio o le difficoltà del momento, la squadra di Benítez non si disunisce e, anzi, migliora nel gioco ogni volta che la situazione si fa più complicata. La stessa cosa si ripete anche con il Burnley in campionato e con l'Huddersfield in Coppa di Lega quando, al netto di prestazioni non sfavillanti, arrivano due vittorie e 5 gol fatti in 180'. I primi infortuni, in particolare quelli di Dominic Calvert-Lewin (assente dal 28 agosto) e Jordan Pickford, però, cominciano a far scricchiolare l'impalcatura che Benítez era riuscito a costruire a inizio stagione. La prima sconfitta, maturata nell'arco di soli 9' contro l'Aston Villa (0-3), è già un campanello d'allarme, nascosto comunque dalla successiva vittoria contro il Norwich (2-0) e dal pareggio (con qualche recriminazione) di Old Trafford contro il Manchester United (1-1).
Il vero segnale negativo arriva in Coppa di Lega, dove l'Everton viene eliminato al terzo turno dal QPR, squadra di Championship, capace di impensierire i Toffees per 90' e di imporsi, poi, dopo una lunghissima serie di rigori (l'errore decisivo è quello del local lad Tom Davies). Nelle successive 6 partite, nelle quali gli infortuni non diminuiscono e, anzi, contribuiscono a peggiorare la situazione, i Toffees portano a casa soltanto un punto, figlio di un pareggio e ben 5 sconfitte. Le partite simbolo di questo ciclo estremamente negativo sono le due pesanti sconfitte casalinghe contro Watford (2-5), dove la squadra di Benítez subisce addirittura 4 gol negli ultimi 12', e Liverpool (1-4) e le sconfitte esterne contro Manchester City, uno 0-3 in cui l'Everton non riesce minimamente ad opporre resistenza e Brentford (0-1, contro una neopromossa afflitta dagli stessi problemi di infortuni dei Toffees). Proprio l'umiliazione nel 239º derby della Merseyside coincide con il periodo di massima tensione all'interno del Club. Con i tifosi ormai sul piede di guerra, il proprietario dei Toffees Farhad Moshiri conferma Benítez come manager, ma fa cadere la prima testa della stagione. A lasciare la sua carica è infatti il direttore sportivo olandese, Marcel Brands, reo di non essere più in linea con la visione calcistica della società.
Le successive tre partite, le ultime prima dell'inizio del periodo natalizio, vedono un Everton più combattivo e capace, a discapito di alcune prestazioni altalenanti, di tornare al successo contro l'Arsenal (2-1, terza vittoria consecutiva per i Toffees contro i Gunners in campionato) e di strappare un punto ai campioni d'Europa del Chelsea (1-1, nonostante ben 10 giocatori indisponibili) a Stamford Bridge. A cavallo dei due impegni arriva però la deludente sconfitta contro il Crystal Palace (1-3), la prima per l'Everton a Selhurst Park dal 1994. Il ciclo di 4 partite in due settimane avrebbe dovuto concludersi nella gara contro il Leicester, ma a causa delle positività al COVID-19 riscontrate tra le Foxes, la Premier League opta per il rinvio della partita.
Le stesse circostanze si ripetono anche per le partite con Burnley e Newcastle quando, prima i Toffees e poi i Magpies chiedono il rinvio a causa di un eccessivo numero di infortuni e casi COVID. Questa situazione fa sì che l'anno solare 2021 si chiuda in anticipo per l'Everton, il quale torna a disputare una partita soltanto il 2 gennaio 2022 (sconfitta contro il Brighton, 2-3), un giorno dopo aver definito il primo colpo del mercato invernale: il giovane difensore ucraino Vitalij Mykolenko.
Le successive due settimane sono tra le più turbolente e movimentate dell'intera stagione. Sul fronte mercato arrivano altri due colpi, nelle figure di Nathan Patterson (dai Rangers) e di Anwar El Ghazi (in prestito dall'Aston Villa), controbilanciate dalla partenza di un Lucas Digne (in direzione Aston VIlla) i cui rapporti con Benítez erano velocemente degenerati da inizio dicembre. Per quanto riguarda il campo, invece, i Toffees faticano e non poco ma trovano la vittoria nel terzo turno di FA Cup, imponendosi per 3-2, dopo i tempi supplementari, contro l'Hull City. A questo risultato però, i giocatori in royal blue non riescono a dare continuità: al recupero di campionato con il Leicester, rinviato nuovamente dalla Premier League, si aggiunge la sconfitta, maturata nel giro di soli due minuti, contro un Norwich ultimo in classifica (1-2, la prima sconfitta dell'Everton contro una squadra ultima della classe al momento dell'incontro dal 2004). Questo risultato aumenta a dismisura le pressioni sul manager, tanto che il giorno successivo alla partita arriva l'esonero, tanto sospirato dalla maggioranza dei tifosi, per Rafa Benítez e il suo staff. I sostituti temporanei sono le leggende recenti del Club Duncan Ferguson e Leighton Baines, i quali esordiscono in panchina in una non facile sfida contro l'Aston Villa dello storico capitano del Liverpool, Steven Gerrard, persa poi col punteggio di 0-1.
L'ultimo giorno di calciomercato si trasforma in una sorta di rinascita per i Toffees. Nel pomeriggio del 31 gennaio, dopo una lunga ricerca che ha visto protagonisti numerosi candidati, infatti, viene ufficializzato Frank Lampard come nuovo allenatore e con lui viene presentato anche il suo staff, composto da personaggi del calibro di Joe Edwards (vincitore della Champions League come assistente di Thomas Tüchel al Chelsea), Paul Clement (ex allenatore di Derby County e Swansea tra le altre e assistente di Carlo Ancelotti in svariate occasioni) e Ashley Cole. Inoltre, smentendo le voci sul suo possibile addio, viene confermato nello staff tecnico anche Duncan Ferguson, il quale collabora così con il settimo diverso allenatore dell'Everton durante l'era Moshiri. Sul fronte acquisti e cessioni, l'ultimo giorno di trasferimenti si dimostra molto proficuo per i Toffees. Il nuovo manager, infatti, viene accontentato subito con due acquisti di spessore: Donny van de Beek, in prestito secco dal Manchester United, e Dele Alli, convinto direttamente da Lampard, dal Tottenham, in un accordo di due anni e mezzo che lo vede arrivare inizialmente a titolo gratuito. Sul fronte cessioni, invece, il promettente centrocampista Lewis Warrington viene mandato in prestito al Tranmere Rovers, in League Two.
L'esordio di Frank Lampard sulla panchina dei Toffees è uno di quelli da ricordare: nel quarto turno di FA Cup, infatti, l'Everton vince agevolmente (4-1) contro il Brentford, in uno dei pochi scontri tra sole squadre di Premier che il sorteggio aveva regalato. Questa vittoria diventa anche la migliore della storia del Club per un allenatore all'esordio. In campionato, invece, le cose non vanno nella maniera sperata: nel turno infrasettimanale, infatti, i Toffees cadono per 3-1 contro un Newcastle, rivale diretta per la salvezza, spinto dal calore del pubblico di St James' Park. Anche in questo caso si tratta di un piccolo record, questa volta negativo, per l'ex-capitano del Chelsea, il quale diventa il primo manager dell'Everton a perdere la sua prima partita di campionato in carica dai tempi di Gordon Lee (febbraio 1977).
Il morale viene risollevato dalla vittoria contro il Leeds, altro scontro diretto per i Toffees, del sabato successivo. Il netto 3-0 con cui l'Everton si impone mette in risalto soprattutto la stella di Donny van de Beek, il cui esordio dal primo minuto gli vale anche il premio di migliore in campo. La continuità fuori casa, però, è l'elemento che manca anche al "nuovo" Everton di Lampard: il 19 febbraio, infatti, arriva un'altra sconfitta esterna, questa volta contro il Southampton (0-2) che, nuovamente, mette in crisi le poche certezze degli uomini in royal blue e, a causa anche dei risultati dagli altri campi, aumenta ancora la pressione in vista del rush finale in campionato.
Il 21 febbraio, l'Everton ufficializza l'ultimo trasferimento della propria stagione, lasciando partire, in prestito secco, Jean-Philippe Gbamin al CSKA Mosca, scommettendo così su una proficua parentesi in Russia per il centrocampista ivoriano, pagato tanto tre estati fa e mai veramente sceso in campo con i Toffees a causa dei numerosi e gravi infortuni. Pochi giorni dopo viene annunciata anche la firma di Kevin Thelwell, ex-dirigente di Wolverhampton e New York Red Bulls, nella figura di Director of Football, l'equivalente del direttore sportivo in Italia.
Nel match della settimana successiva, l'Everton scende in campo contro il Manchester City campione in carica e, spinto da un Goodison Park caldissimo, offre una grande prestazione. Dopo un ingresso in campo decisamente toccante, dove entrambe le squadre e le tifoserie manifestano il loro supporto all'Ucraina (nazione peraltro di Mykolenko nell'Everton e Zinchenko nel City) a seguito degli eventi più recenti, la partita si dimostra equilibrata per un tempo buono. Il forcing della ripresa permette al City di vincere l'incontro segnando, con Phil Foden, il gol-partita a 8' dalla fine (su un vistoso errore della coppia Holgate-Keane), ma soprattutto evitando di subire un sacrosanto calcio di rigore, incredibilmente non visto né dall'arbitro né dal VAR. Proprio a causa di questo evidente errore e di altre sviste notevoli di questa e delle stagioni precedenti, il lunedì successivo l'Everton espone un reclamo ufficiale nei confronti della Premier League e della Associazione degli Arbitri, per il quale Mike Riley, ex-arbitro di massima serie e ora numero uno del cosiddetto PGMOL, chiama direttamente il presidente e il manager dei Toffees scusandosi per le situazioni generate.
Nonostante le scuse successive alla partita, questa si conferma come la terza sconfitta in campionato della gestione Lampard e lascia i Toffees al 17º posto della graduatoria, ora ad un solo punto di vantaggio rispetto al Burnley terzultimo e primo delle retrocesse.
La settimana successiva i Toffees ospitano a Goodison Park i semi-professionisti del Boreham Wood in una affascinante sfida di FA Cup, vinta poi agevolmente dall'Everton grazie alla doppietta di Salomón Rondón. Il contorno che si viene a creare per questa partita è uno dei più affascinanti e tipici delle storie che la magia della FA Cup sa regalare: il Club di Liverpool, infatti, paga interamente le spese del viaggio e dell'alloggio tanto alla squadra e allo staff avversario, quanto ai suoi tifosi (ben 1800 arrivati dal Sud dell'Inghilterra) e, inoltre, finanzia la realizzazione di una maglia celebrativa che rimarrà per sempre nella storia del Wood. Infine, sempre in segno di solidarietà al popolo ucraino, Frank Lampard consegna a Vitalii Mykolenko la fascia di capitano per la partita: un altro gesto simbolico, ma molto significativo.
L'alone di magia della partita di coppa, però, viene subito spazzato via da una disastrosa trasferta sul campo del Tottenham. Una pessima prestazione da parte dei Toffees permette alla squadra di Antonio Conte di passeggiare e chiudere ampiamente la partita già nel primo tempo (0-3 all'intervallo), arrotondando soltanto il risultato nella ripresa (0-5 finale).
La riscossa non si verifica nemmeno nella partita successiva, giocata in casa contro l'ostico Wolverhampton. I Wolves infatti si impongono per 1-0 grazie alla rete del capitano Conor Coady, ragazzo di Liverpool e tifoso dei Reds, condannando l'Everton alla sesta sconfitta nelle ultime sette partite di campionato. Il contemporaneo successo del Watford fa sì che i Toffees, sebbene con tre partite da recuperare, siano ora salvi soltanto in virtù di una miglior differenza reti: un margine troppo sottile per rimanere tranquilli.
Nel recupero di campionato contro il Newcastle, una partita considerata anche dalla critica come la più importante della storia recente del Club, invece, i Toffees producono una prestazione tutta cuore e grinta che, in un finale al limite dell'incredibile, li premia con i tre punti, frutto di una rete di Alex Iwobi, arrivata al minuto 99 (di ben 14, poi diventati 17 di recupero), quando l'Everton era già in inferiorità numerica da un quarto d'ora a causa del rosso rimediato da Allan (giallo trasformato in rosso dopo VAR-check). Con questo successo i ragazzi di Lampard prendono fiato e mettono tre punti di distanza tra loro ed il terzultimo posto, potendosi così preparare con un po' più di tranquillità per il rush finale di Premier League. A rovinare il clima festoso di Goodison Park, però, è l'invasione di campo compiuta da un giovane ragazzo che, per manifestare a favore della campagna inglese "Just Stop Oil", si lega al palo di una delle due porte del campo, fermando la partita per una decina di minuti e venendo poi portare a forza fuori dall'impianto (la notizia diventa poi virale e viene riportata da quasi tutte le testate giornalistiche e non d'Europa).
Dopo l'ultima pausa per le nazionali della stagione, che l'Everton ha vissuto con un forte sapore amaro in bocca a causa della pesante sconfitta contro il Crystal Palace in FA Cup (uno 0-4 che ha nettamente cancellato le speranze dei Toffees di ritornare a Wembley), i ragazzi di Frank Lampard tornano in campo il 3 aprile, nel primo di tre fondamentali impegni di campionato da giocare nell'arco di una settimana. Nella prima di queste tre gare, l'Everton scende a Londra per affrontare il West Ham dell'ex-manager David Moyes e, nonostante una prestazione decisamente migliore rispetto alle ultime uscite esterne, cade per 2-1 ottenendo così la 17° sconfitta stagionale. Anche in questa gara a rovinare i piani di Lampard sono gli errori individuali: poco dopo il pari di Holgate, infatti, l'Everton concede il gol-vittoria a Jarrod Bowen grazie ad una pessima gestione della palla tra Iwobi e Keane e, successivamente, subisce anche la terza espulsione consecutiva a causa di un'altra scelta sbagliata dello stesso Keane.
Nel recupero della 19ª giornata, disputato tre giorni dopo a Turf Moor, i Toffees si giocano una bella fetta della loro stagione nello scontro diretto col Burnley e, proprio come era successo contro il West Ham, si tradiscono da soli. Dopo aver concesso il gol del vantaggio ai Clarets con il classico errore su palla inattiva, i ragazzi di Lampard riescono a pareggiare e poi passare in vantaggio grazie a due rigori trasformati da Richarlison. Nella ripresa, però, arrivano i gol di Jay Rodriguez e quello, pesantissimo, di Maxwel Cornet che, grazie al disastro combinato da Ben Godfrey, vince la partita per il Burnley e trascina l'Everton ad un solo punto di vantaggio sul terzultimo posto.
Il trittico di impegni si conclude con l'arrivo a Goodison Park del Manchester United, ultimo match prima della "pausa forzata" di cui l'Everton gode per il periodo pasquale (a causa del rinvio della gara di campionato col Crystal Palace, impegnato nelle semifinali di FA Cup). Nonostante i nomi altisonanti e la grande quantità di talento (mal gestito e decisamente irritato) a disposizione di Rangnick, i Toffees non subiscono l'offensiva avversaria e, anzi, quando ne hanno l'opportunità puniscono in contropiede, segnando con Anthony Gordon un gol tanto fortunato quanto prezioso, decisivo per l'1-0 finale. Con questa vittoria e la sconfitta, nel giorno successivo, del Burnley contro il Norwich, l'Everton torna così a respirare, riportandosi a +4 sulla zona retrocessione.
Al rientro dal break pasquale, i Toffees ospitano il Leicester di Brendan Rodgers nel recupero della 18ª giornata, rinviata due volte per casi COVID da entrambe le parti. In uno scontro cruciale, l'Everton riesce a portare a casa un punto grazie al settimo centro stagionale in campionato di Richarlison, arrivato al minuto 92. Il successo del Burnley il giorno successivo, però, riporta i Toffees molto vicini al terzultimo posto, ancora rappresentato dai Clarets, distanti un solo punto dai 29 dell'Everton.
Nella 34ª giornata, i Toffees compiono il breve tragitto attraverso Stanley Park che li separa da Goodison Park ad Anfield, dove vengono ospitati dal Liverpool nel 240º Derby della Mersey. L'Everton, complice il successo del Burnley sul Wolverhampton, comincia il match al terzultimo posto della classifica, ma impegna i cugini molto più di quanti i critici non si aspettassero. Dopo un paio di scelte arbitrali infelici per i Toffees (un cartellino rosso non estratto a Mané e un rigore non concesso per fallo di Matip su Gordon), il Liverpool riesce a trovare il gol che sblocca l'incontro grazie ad Andy Robertson e, nel finale, archivia la pratica col sesto centro in 12 derby di Divock Origi. La sconfitta fa entrare la squadra in royal blue in zona retrocessione per la prima volta in stagione, quando al termine del campionato mancano solo 6 partite.
Nel weekend successivo, invece, l'Everton ospita a Goodison Park i Campioni d'Europa del Chelsea, in una gara che, complice il terzo successo consecutivo del Burnley, vede i Toffees alla disperata ricerca dei tre punti (prima del calcio d'inizio la salvezza è a -5). In una partita considerata cruciale per la storia recente del Club, i tifosi giocano la loro parte e, anche grazie ad una accoglienza molto calorosa, spingono i giocatori ad un fondamentale successo. L'1-0 finale viene segnato da Richarlison, arrivato così all'ottavo gol stagionale in campionato, ma sono sicuramente le parate di Jordan Pickford a rendersi protagoniste e a far portare a casa la vittoria ai ragazzi di un Frank Lampard scatenato a bordo campo, nonostante i grandi trascorsi passati con i Blues.
Alla 36ª giornata, la numero 34 formalmente per l'Everton, i Toffees sono di scena al King Power Stadium, contro un Leicester da poco eliminato dalla Roma nella semifinale di ritorno della Conference League. Grazie ad un avvio sprint, condito anche da grossolani errori difensivi, i ragazzi in royal blue portano a casa il primo successo esterno in campionato del 2022 e il secondo in assoluto, ad otto mesi dall'ultimo (vittoria 2-0 sul campo del Brighton ad agosto). Ci riescono, cortesia della splendida volée mancina di Vitalii Mykolenko (al primo gol in assoluto con la maglia del Club) e al colpo di testa, su respinta da corner, di Mason Holgate, arrivato così al secondo gol nelle ultime due trasferte dei Toffees a Leicester. Il fondamentale successo, aiutato dalle contemporanee sconfitte di Burnley e Leeds, contribuisce alla risalita dell'Everton in classifica: ora, la posizione è la 16° e i punti totali sono 35, uno in più rispetto alle due avversarie dirette.
Tre giorni più tardi, a Vicarage Road, i ragazzi di Lampard recuperano una delle due partite posticipate a causa dei turni di quarti di finale e semifinale di FA Cup. Contro un Watford già retrocesso, non basta nemmeno la spinta dei 7mila tifosi Toffees (i quali occupano per il 35% la capienza totale dello stadio, andando ad acquistare biglietti anche nei settori "di casa") arrivati alla periferia di Londra per sbloccare lo 0-0 iniziale e con il quale il match si conclude. La sconfitta casalinga del Leeds contro il Chelsea, però, fa sì che il pari contro gli Hornets possa essere visto più come un punto guadagnato che come due persi: basta ora un successo contro il Brentford (e una non vittoria del Leeds nel turno successivo) per garantirsi la matematica salvezza.
Il 15 maggio l'Everton ha il primo match-point per chiudere il discorso salvezza, contro il Brentford. La giornata sembra subito mettersi in discesa col gol di Calvert-Lewin dopo 10', ma un episodio sfortunatissimo fa cambiare l'inerzia della gara: su un attacco dell'Everton, Richarlison viene vistosamente strattonato in area, per l'arbitro si può giocare e sul successivo rilancio della difesa ospite, Ivan Toney si procura l'espulsione del giovane difensore Jarrad Branthwaite. Da lì in avanti, i Toffees sono chiamati a giocare una gara di contenimento, che viene frustrata da altri episodi sfavorevoli come l'autogol di capitan Coleman e la mancata doppia ammonizione per Mads Bech Sørensen, autore del fallo da rigore trasformato da Richarlison. Nella ripresa il Brentford segna due volte in tre minuti e condanna l'Everton a giocarsi la salvezza nell'ultima gara a Goodison Park, il recupero contro il Crystal Palace.
Quattro giorni dopo, i Toffees, caricati dall'ormai solita grande accoglienza dei tifosi, scendono in campo per la decisiva sfida contro le Eagles di Patrick Vieira e partono malissimo, ritrovandosi sotto di due gol dopo i primi 35 minuti. Nella ripresa, però, la squadra riesce a tirare fuori una prestazione sontuosa e prima accorcia le distanze col sinistro al volo di Michael Keane, e poi pareggia con la conclusione sporca di Richarlison (al decimo gol stagionale in Premier League). L'incredibile accade a 5' dal termine, quando sulla punizione di Demarai Gray, Dominic Calvert-Lewin mette la testa dove tutti gli altri avrebbero messo al massimo i tacchetti e segna il gol del definitivo 3-2. Con una rimonta storica, molto simile a quella compiuta contro il Wimbledon nel 1994, salutata dai tifosi con una doppia invasione di campo, l'Everton conferma matematicamente la propria permanenza in massima serie anche per la stagione 2022-2023. Molto romanticamente, la vittoria contro il Palace è la numero 1878 della storia dei Toffees in massima serie, 1878 esattamente come l'anno di fondazione del Club.
L'ultima partita della stagione, quindi, si trasforma in una sfida poco più importante di un'amichevole e, infatti, i Toffees visitano l'Arsenal senza particolari motivazioni e senza troppa spinta. Il 5-1 con cui i Gunners portano a casa la partita ne è una dimostrazione, nonostante per l'Everton si possa annoverare tra le soddisfazioni la prima rete, molto probabilmente all'ultima partita con la casacca royal blue, di Donny van de Beek. La stagione finisce così con un 16º posto in classifica, frutto di 39 punti in 38 gare (la peggior stagione di sempre dell'Everton per media punti al pari della 2003-2004) guadagnati con 11 vittorie e 6 pareggi. Le coppe regalano altre esigue soddisfazioni, ma di sicuro il finale di annata è uno di quelli da ricordare per i Toffees: l'unità di intenti tra allenatore e tifoseria è tornata ad essere simile a quella che c'era ai tempi di Moyes, una novità durante la presidenza Moshiri.

## Maglie e sponsor
| Casa | Trasferta | Terza divisa |

Per la seconda stagione consecutiva, lo sponsor tecnico dell'Everton è il marchio danese Hummel. Il main sponsor sulle maglie da gara, invece, è Cazoo, società di car leasing inglese che, anche quest'anno campeggia sulle divise tanto dei Toffees quanto dell'Aston Villa, in Premier League. Per quanto riguarda lo sleeve sponsor, infine, i Toffees non riescono a trovare alcun accordo prima dell'inizio della stagione, nonostante le molte speculazioni a proposito (si parla anche all'inizio di questa stagione di un possibile accordo con USM, la holding del magnate russo-uzbeko Alisher Usmanov, che già detiene i naming rights del centro sportivo del Club, Finch Farm), rimanendo così sprovvisti di tale sponsor aggiuntivo dopo la scadenza (ormai due anni fa) della partnership col famoso videogame Angry Birds. La sponsorizzazione di USM o MegaFon (l'altra grande azienda che possiede Usmanov) sarebbe stata comunque impossibile da metà stagione in avanti: a causa del conflitto russo-ucraino e dei contatti tra lo stesso Usmanov e il presidente Vladimir Putin, i beni inglesi del magnate sono stati congelati, così come tutte le sue attività su suolo britannico.
La prima maglia è in classico color royal blue con finiture gialle, che richiamano un design celebrativo che già Umbro aveva adottato per i Toffees poche stagioni fa. La maglia da trasferta, invece, vede la presenza di una riga diagonale color rosa salmone, uno dei colori tradizionali del Club, che si staglia sullo sfondo nero. Nonostante la novità, la maglia, che è stata la prima ad essere rivelata da Hummel per la nuova stagione (indossata già durante l'ultima partita della stagione 2020-2021), viene accolta da recensioni non completamente positive da parte della tifoseria, la quale vede nel rosa salmone troppe punte di rosso, il quale ovviamente non può campeggiare su una divisa dell'Everton (per evidenti motivi). La terza maglia, infine, vede due righe verticali (disegnate richiamando la tipica "V" di Hummel) di color amber and blue stagliarsi al centro del completo. Molto originali anche le maglie dei portieri, per le quali il complesso design di righe verticali e diagonali alterna il blu e il giallo usati nella base e nelle finiture della divisa da casa.
A partire dal recupero del 6 aprile contro il Burnley, e fino alla fine della stagione, l'Everton decide di occupare lo spazio dedicato allo sleeve sponsor aderendo alla campagna Ukraine Humanitarian Appeal, promossa dal Disasters Emergency Committee inglese. Non si tratta di un vero e proprio sponsor, ma di un appello che il Club fa alla comunità calcistica inglese ed internazionale di donare fondi a favore della causa ucraina, come l'Everton stesso (oltre che i suoi presidente e proprietario, singolarmente) ha fatto.

## Calciomercato

### Sessione estiva(dal 01/07 al 31/08)
| Acquisti         | Acquisti        | Acquisti            | Acquisti             |
| R.               | Nome            | da                  | Modalità             |
| ---------------- | --------------- | ------------------- | -------------------- |
| C                | Demarai Gray    | Bayer Leverkusen    | definitivo (£1,7mln) |
| C                | Andros Townsend | Crystal Palace      | svincolato           |
| D                | Asmir Begović   | Bournemouth         | svincolato           |
| P                | Andy Lonergan   | West Brom           | svincolato           |
| A                | Salomon Rondón  | Dalian Professional | svincolato           |
| Altre operazioni |                 |                     |                      |
| R.               | Nome            | da                  | Modalità             |
| D                | Jonjoe Kenny    | Celtic              | rientro dal prestito |
| D                | Lewis Gibson    | Reading             | fine prestito        |
| A                | Moise Kean      | PSG                 | rientro dal prestito |
| A                | Cenk Tosun      | Besiktas            | rientro dal prestito |

| Cessioni         | Cessioni        | Cessioni        | Cessioni           |
| R.               | Nome            | a               | Modalità           |
| ---------------- | --------------- | --------------- | ------------------ |
| C                | James Rodríguez | Al Rayyan       | definitivo (£8mln) |
| A                | Moise Kean      | Juventus        | prestito (£7mln)   |
| C                | Bernard         | Sharjah         | definitivo (£1mln) |
| A                | Joshua King     | Watford         | definitivo         |
| C                | Theo Walcott    | Southampton     | definitivo         |
| A                | Yannick Bolasie | Caykur Rizespor | definitivo         |
| C                | Beni Baningime  | Hearts          | definitivo         |
| Altre operazioni |                 |                 |                    |
| R.               | Nome            | a               | Modalità           |
| D                | Niels Nkounkou  | Standard Liegi  | prestito           |
| D                | Lewis Gibson    | Sheffield Weds  | prestito           |
| C                | Muhamed Bešić   |                 | svincolato         |
| P                | Robin Olsen     | Roma            | fine prestito      |

### Sessione invernale(dal 01/01 al 31/01)
| Acquisti         | Acquisti          | Acquisti          | Acquisti            |
| R.               | Nome              | da                | Modalità            |
| ---------------- | ----------------- | ----------------- | ------------------- |
| D                | Vitalij Mykolenko | Dinamo Kiev       | definitivo (£17mln) |
| D                | Nathan Patterson  | Rangers           | definitivo (£16mln) |
| P                | Billy Crellin     | Fleetwood Town    | definitivo          |
| C                | Dele Alli         | Tottenham         | definitivo          |
| Altre operazioni |                   |                   |                     |
| R.               | Nome              | da                | Modalità            |
| C                | Anwar El Ghazi    | Aston Villa       | prestito            |
| C                | Donny van de Beek | Manchester United | prestito            |

| Cessioni         | Cessioni         | Cessioni    | Cessioni            |
| R.               | Nome             | a           | Modalità            |
| ---------------- | ---------------- | ----------- | ------------------- |
| D                | Lucas Digne      | Aston Villa | definitivo (£25mln) |
| Altre operazioni |                  |             |                     |
| R.               | Nome             | a           | Modalità            |
| A                | Ellis Simms      | Hearts      | prestito            |
| C                | Lewis Warrington | Tranmere    | prestito            |

### Operazioni esterne alle sessioni
| Cessioni | Cessioni             | Cessioni   | Cessioni |
| R.       | Nome                 | da         | Modalità |
| -------- | -------------------- | ---------- | -------- |
| C        | Jean-Philippe Gbamin | CSKA Mosca | prestito |

## Rosa
Rosa aggiornata al 4 marzo 2022.
| N. |                                 | Ruolo | Calciatore            |
| -- | ------------------------------- | ----- | --------------------- |
| 1  | Inghilterra (bandiera)          | P     | Jordan Pickford       |
| 2  | Inghilterra (bandiera)          | D     | Jonjoe Kenny          |
| 3  | Scozia (bandiera)               | D     | Nathan Patterson      |
| 4  | Inghilterra (bandiera)          | D     | Mason Holgate         |
| 5  | Inghilterra (bandiera)          | D     | Michael Keane         |
| 6  | Brasile (bandiera)              | C     | Allan                 |
| 7  | Brasile (bandiera)              | A     | Richarlison           |
| 8  | Inghilterra (bandiera)          | C     | Fabian Delph          |
| 9  | Inghilterra (bandiera)          | A     | Dominic Calvert-Lewin |
| 10 | Islanda (bandiera)              | C     | Gylfi Sigurðsson      |
| 11 | Inghilterra (bandiera)          | C     | Demarai Gray          |
| 12 | Francia (bandiera)              | D     | Lucas Digne           |
| 13 | Colombia (bandiera)             | D     | Yerry Mina            |
| 14 | Inghilterra (bandiera)          | C     | Andros Townsend       |
| 15 | Bosnia ed Erzegovina (bandiera) | P     | Asmir Begović         |
| 16 | Francia (bandiera)              | C     | Abdoulaye Doucouré    |
| 17 | Nigeria (bandiera)              | C     | Alex Iwobi            |
| 19 | Ucraina (bandiera)              | D     | Vitalij Mykolenko     |

| N. |                             | Ruolo | Calciatore                |
| -- | --------------------------- | ----- | ------------------------- |
| 20 | Turchia (bandiera)          | A     | Cenk Tosun                |
| 21 | Portogallo (bandiera)       | C     | André Gomes               |
| 22 | Inghilterra (bandiera)      | D     | Ben Godfrey               |
| 23 | Irlanda (bandiera)          | D     | Séamus Coleman (capitano) |
| 24 | Inghilterra (bandiera)      | C     | Anthony Gordon            |
| 25 | Costa d'Avorio (bandiera)   | C     | Jean-Philippe Gbamin      |
| 26 | Inghilterra (bandiera)      | C     | Thomas Davies             |
| 30 | Paesi Bassi (bandiera)      | C     | Donny van de Beek         |
| 31 | Inghilterra (bandiera)      | P     | Andy Lonergan             |
| 32 | Inghilterra (bandiera)      | D     | Jarrad Branthwaite        |
| 33 | Venezuela (bandiera)        | A     | Salomón Rondón            |
| 34 | Paesi Bassi (bandiera)      | C     | Anwar El Ghazi            |
| 36 | Inghilterra (bandiera)      | C     | Dele Alli                 |
| 50 | Inghilterra (bandiera)      | A     | Ellis Simms               |
| 60 | Irlanda del Nord (bandiera) | C     | Isaac Price               |
| 61 | Inghilterra (bandiera)      | A     | Lewis Dobbin              |
| 62 | Inghilterra (bandiera)      | C     | Tyler Onyango             |
| 64 | Inghilterra (bandiera)      | D     | Reece Welch               |

## Risultati

### Premier League

#### Girone di andata
| Arbitro: | Andy Madley (West Yorkshire) |

|                                                |           |                  |
| Richarlison 47’ Doucouré 76’ Calvert-Lewin 81’ | Marcatori | 22’ A. Armstrong |

| Arbitro: | Darren England (Doncaster) |

|                        |           |                                   |
| Klich 41’ Raphinha 71’ | Marcatori | 31’ (rig.) Calvert-Lewin 50’ Gray |

| Arbitro: | Jonathan Moss (West Riding) |

|  |           |                                   |
|  | Marcatori | 41’ Gray 58’ (rig.) Calvert-Lewin |

| Arbitro: | Martin Atkinson (West Yorkshire) |

|                                 |           |         |
| Keane 60’ Townsend 65’ Gray 66’ | Marcatori | 53’ Mee |

| Arbitro: | Craig Pawson (Sheffield & Hallamshire) |

|                                      |           |  |
| Cash 66’ Digne 69’ (aut.) Bailey 75’ | Marcatori |  |

| Arbitro: | David Coote (Nottinghamshire) |

|                                  |           |  |
| Townsend 29’ (rig.) Doucouré 77’ | Marcatori |  |

| Arbitro: | Michael Oliver (Northumberland) |

|             |           |              |
| Martial 43’ | Marcatori | 65’ Townsend |

| Arbitro: | Stuart Attwell (Birmingham) |

|  |           |             |
|  | Marcatori | 74’ Ogbonna |

| Arbitro: | Graham Scott (Berks & Bucks) |

|                           |           |                                           |
| Davies 3’ Richarlison 63’ | Marcatori | 13’, 80’, 86’ King 78’ Kucka 90+1’ Dennis |

| Arbitro: | Martin Atkinson (West Yorkshire) |

|                           |           |           |
| Kilman 28’ R. Jiménez 32’ | Marcatori | 66’ Iwobi |

| Liverpool 7 novembre 2021, ore 14:00 GMT 11ª giornata | Everton                     | 0 – 0 referto | Tottenham | Goodison Park (39 059 spett.)\| Arbitro: \| Chris Kavanagh (Manchester) \| |
| Arbitro:                                              | Chris Kavanagh (Manchester) |               |           |                                                                            |

| Arbitro: | Stuart Attwell (Birmingham) |

|                                     |           |  |
| Sterling 44’ Rodri 55’ B. Silva 86’ | Marcatori |  |

| Arbitro: | Darren England (Doncaster) |

|                  |           |  |
| Toney 24’ (rig.) | Marcatori |  |

| Arbitro: | Paul Tierney (Lancashire) |

|          |           |                                            |
| Gray 38’ | Marcatori | 9’ Henderson 19’, 64’ Salah 79’ Diogo Jota |

| Arbitro: | Mike Dean (Wirral) |

|                            |           |                |
| Richarlison 79’ Gray 90+2’ | Marcatori | 45+2’ Ødegaard |

| Arbitro: | Andy Madley (West Yorkshire) |

|                                  |           |            |
| Gallagher 41’, 90+3’ Tomkins 62’ | Marcatori | 70’ Rondón |

| Arbitro: | Michael Oliver (Northumberland) |

|           |           |                 |
| Mount 70’ | Marcatori | 74’ Branthwaite |

| Arbitro: | David Coote (Nottinghamshire) |

|                   |           |           |
| Richarlison 90+2’ | Marcatori | 5’ Barnes |

| Arbitro: | Mike Dean (Wirral) |

|                                      |           |                                    |
| Collins 12’ Rodriguez 57’ Cornet 85’ | Marcatori | 18’ (rig.), 41’ (rig.) Richarlison |

#### Girone di ritorno
| Arbitro: | Craig Pawson (Sheffield & Hallamshire) |

|             |           |  |
| Iwobi 90+9’ | Marcatori |  |

| Arbitro: | John Brooks (Leicestershire) |

|                 |           |                               |
| Gordon 53’, 76’ | Marcatori | 3’, 71’ Mac Allister 21’ Burn |

| Arbitro: | Andy Madley (West Yorkshire) |

|                           |           |                 |
| Keane 16’ (aut.) Idah 18’ | Marcatori | 18’ Richarlison |

| Arbitro: | Craig Pawson (Sheffield & Hallamshire) |

|  |           |               |
|  | Marcatori | 45+3’ Buendía |

| Arbitro: | Anthony Taylor (Cheshire) |

|                                            |           |                      |
| Holgate 37’ (aut.) Fraser 56’ Trippier 80’ | Marcatori | 36’ (aut.) Lascelles |

| Arbitro: | Graham Scott (Berks & Bucks) |

|                                  |           |  |
| Coleman 10’ Keane 23’ Gordon 78’ | Marcatori |  |

| Arbitro: | Andy Madley (West Yorkshire) |

|                           |           |  |
| S. Armstrong 52’ Long 84’ | Marcatori |  |

| Arbitro: | Paul Tierney (Lancashire) |

|  |           |           |
|  | Marcatori | 82’ Foden |

| Arbitro: | Stuart Attwell (Greater Manchester) |

|                                                     |           |  |
| Keane 14’ (aut.) Son 17’ Kane 37’, 55’ Reguilón 46’ | Marcatori |  |

| Arbitro: | Michael Oliver (Northumberland) |

|  |           |           |
|  | Marcatori | 49’ Coady |

| Watford 11 maggio 2022, ore 19:45 BST 30ª giornata | Watford            | 0 – 0 referto | Everton | Vicarage Road (20 653 spett.)\| Arbitro: \| Mike Dean (Wirral) \| |
| Arbitro:                                           | Mike Dean (Wirral) |               |         |                                                                   |

| Arbitro: | Michael Oliver (Northumberland) |

|                         |           |             |
| Cresswell 32’ Bowen 58’ | Marcatori | 53’ Holgate |

| Arbitro: | Jonathan Moss (Sunderland) |

|            |           |  |
| Gordon 27’ | Marcatori |  |

| Arbitro: | Anthony Taylor (Cheshire) |

|                                             |           |                     |
| Keane 54’ Richarlison 75’ Calvert-Lewin 85’ | Marcatori | 21’ Mateta 36’ Ayew |

| Arbitro: | Stuart Attwell (Staffordshire) |

|                         |           |  |
| Robertson 62’ Origi 85’ | Marcatori |  |

| Arbitro: | Kevin Friend (Leicestershire) |

|                 |           |  |
| Richarlison 46’ | Marcatori |  |

| Arbitro: | Craig Pawson (Sheffield & Hallamshire) |

|          |           |                          |
| Daka 11’ | Marcatori | 6’ Mykolenko 30’ Holgate |

| Arbitro: | Michael Oliver (Northumberland) |

|                                            |           |                                        |
| Calvert-Lewin 10’ Richarlison 45+2’ (rig.) | Marcatori | 37’ (aut.) Coleman 62’ Wissa 64’ Henry |

| Arbitro: | Andre Marriner (West Midlands) |

|                                                                          |           |                   |
| Martinelli 27’ (rig.) Nketiah 31’ C. Soares 56’ Gabriel 59’ Ødegaard 82’ | Marcatori | 45+3’ van de Beek |

### FA Cup

#### Turni eliminatori
| Arbitro: | Kevin Friend (Leicestershire) |

|                         |           |                                    |
| T. Smith 1’ Longman 71’ | Marcatori | 21’ Gray 31’ A. Gomes 99’ Townsend |

| Arbitro: | Michael Oliver (Northumberland) |

|                                                     |           |                  |
| Mina 31’ Richarlison 48’ Holgate 62’ Townsend 90+1’ | Marcatori | 54’ (rig.) Toney |

| Arbitro: | Tony Harrington (Teesside) |

|                 |           |  |
| Rondón 57’, 84’ | Marcatori |  |

| Arbitro: | Stuart Attwell (Staffordshire) |

|                                          |           |  |
| Guéhi 25’ Mateta 41’ Zaha 79’ Hughes 87’ | Marcatori |  |

### EFL Cup

#### Turni eliminatori
| Arbitro: | Matt Donohue (Manchester) |

|          |           |                        |
| Lees 45’ | Marcatori | 26’ Iwobi 79’ Townsend |

| Arbitro: | Kevin Friend (Leicestershire) |

|                                                           |                      |                                                            |
| Austin 18’, 34’                                           | Marcatori            | 30’ Digne 47’ Townsend                                     |
| Austin Ball Barbet Willock Adomah Duke-McKenna Amos Dunne | Tiri di rigore 8 – 7 | Holgate Keane Townsend Gray Gordon Doucouré Godfrey Davies |

## Statistiche

### Statistiche di squadra
Statistiche aggiornate al 23 maggio 2022.
| Competizione   | Punti            | In casa | In casa | In casa | In casa | In casa | In casa | In trasferta | In trasferta | In trasferta | In trasferta | In trasferta | In trasferta | Totale | Totale | Totale | Totale | Totale | Totale | DR  |
| Competizione   | Punti            | G       | V       | N       | P       | Gf      | Gs      | G            | V            | N            | P            | Gf           | Gs           | G      | V      | N      | P      | Gf     | Gs     | DR  |
| -------------- | ---------------- | ------- | ------- | ------- | ------- | ------- | ------- | ------------ | ------------ | ------------ | ------------ | ------------ | ------------ | ------ | ------ | ------ | ------ | ------ | ------ | --- |
| Premier League | 39               | 19      | 9       | 2       | 8       | 27      | 25      | 19           | 2            | 4            | 13           | 16           | 41           | 38     | 11     | 6      | 21     | 43     | 66     | -23 |
| FA Cup         | Quarti di Finale | 2       | 2       | 0       | 0       | 6       | 1       | 2            | 1            | 0            | 1            | 3            | 6            | 4      | 3      | 0      | 1      | 9      | 7      | +2  |
| League Cup     | Terzo Turno      | 0       | 0       | 0       | 0       | 0       | 0       | 2            | 1            | 1            | 0            | 4            | 3            | 2      | 1      | 1      | 0      | 4      | 3      | +1  |
| Totale         | 39               | 21      | 11      | 2       | 8       | 33      | 26      | 23           | 4            | 5            | 14           | 23           | 49           | 44     | 15     | 7      | 22     | 56     | 76     | -20 |

### Andamento in campionato
| Giornata  | 1 | 2 | 3 | 4 | 5 | 6 | 7 | 8 | 9 | 10 | 11 | 12 | 13 | 14 | 15 | 16 | 17 | 18 | 19 | 20 | 21 | 22 | 23 | 24 | 25 | 26 | 27 | 28 | 29 | 30 | 31 | 32 | 33 | 34 | 35 | 36 | 37 | 38 |
| --------- | - | - | - | - | - | - | - | - | - | -- | -- | -- | -- | -- | -- | -- | -- | -- | -- | -- | -- | -- | -- | -- | -- | -- | -- | -- | -- | -- | -- | -- | -- | -- | -- | -- | -- | -- |
| Luogo     | C | T | T | C | T | C | T | C | C | T  | C  | T  | T  | C  | C  | T  | T  | C  | T  | C  | C  | T  | C  | T  | C  | T  | C  | T  | C  | T  | T  | C  | C  | T  | C  | T  | C  | T  |
| Risultato | V | N | V | V | P | V | N | P | P | P  | N  | P  | P  | P  | V  | P  | N  | N  | P  | V  | P  | P  | P  | P  | V  | P  | P  | P  | P  | N  | P  | V  | V  | P  | V  | V  | P  | P  |
| Posizione | 4 | 7 | 6 | 4 | 6 | 5 | 5 | 8 | 8 | 10 | 11 | 11 | 14 | 14 | 12 | 14 | 14 | 17 | 17 | 17 | 15 | 16 | 16 | 16 | 16 | 16 | 17 | 17 | 17 | 16 | 17 | 17 | 16 | 18 | 18 | 16 | 16 | 16 |

Legenda:

Luogo: C = Casa; T = Trasferta. Risultato: V = Vittoria; N = Pareggio; P = Sconfitta.

### Statistiche dei giocatori
| Giocatore        | Premier League | Premier League | Premier League | Premier League | FA Cup   | FA Cup | FA Cup      | FA Cup     | EFL Cup  | EFL Cup | EFL Cup     | EFL Cup    | Totale   | Totale | Totale      | Totale     |
| Giocatore        | Presenze       | Reti           | Ammonizioni    | Espulsioni     | Presenze | Reti   | Ammonizioni | Espulsioni | Presenze | Reti    | Ammonizioni | Espulsioni | Presenze | Reti   | Ammonizioni | Espulsioni |
| ---------------- | -------------- | -------------- | -------------- | -------------- | -------- | ------ | ----------- | ---------- | -------- | ------- | ----------- | ---------- | -------- | ------ | ----------- | ---------- |
| Allan            | 28             | 0              | 7              | 1              | 3        | 0      | 0           | 0          | 0        | 0       | 0           | 0          | 31       | 0      | 7           | 1          |
| D. Alli          | 11             | 0              | 3              | 0              | 0        | 0      | 0           | 0          | 0        | 0       | 0           | 0          | 11       | 0      | 3           | 0          |
| A. Begović       | 3              | -8             | 0              | 0              | 2        | -2     | 0           | 0          | 1        | -2      | 0           | 0          | 6        | -12    | 0           | 0          |
| J. Branthwaite   | 6              | 1              | 0              | 1              | 1        | 0      | 0           | 0          | 0        | 0       | 0           | 0          | 7        | 1      | 0           | 1          |
| D. Calvert-Lewin | 17             | 5              | 2              | 0              | 0        | 0      | 0           | 0          | 0        | 0       | 0           | 0          | 17       | 5      | 2           | 0          |
| S. Coleman       | 30             | 1              | 4              | 0              | 3        | 0      | 0           | 0          | 0        | 0       | 0           | 0          | 33       | 1      | 4           | 0          |
| T. Davies        | 6              | 1              | 1              | 0              | 0        | 0      | 0           | 0          | 2        | 0       | 0           | 0          | 8        | 1      | 1           | 0          |
| F. Delph         | 11             | 0              | 2              | 0              | 0        | 0      | 0           | 0          | 0        | 0       | 0           | 0          | 11       | 0      | 2           | 0          |
| L. Digne*        | 13             | 0              | 4              | 0              | 0        | 0      | 0           | 0          | 2        | 1       | 1           | 0          | 15       | 1      | 5           | 0          |
| A. Doucouré      | 30             | 2              | 6              | 0              | 2        | 0      | 0           | 0          | 1        | 0       | 0           | 0          | 33       | 2      | 6           | 0          |
| L. Dobbin        | 3              | 0              | 1              | 0              | 2        | 0      | 0           | 0          | 0        | 0       | 0           | 0          | 5        | 0      | 1           | 0          |
| A. El Ghazi      | 2              | 0              | 0              | 0              | 0        | 0      | 0           | 0          | 0        | 0       | 0           | 0          | 2        | 0      | 0           | 0          |
| J-P. Gbamin*     | 3              | 0              | 0              | 0              | 1        | 0      | 0           | 0          | 1        | 0       | 0           | 0          | 5        | 0      | 0           | 0          |
| B. Godfrey       | 23             | 0              | 5              | 0              | 2        | 0      | 1           | 0          | 1        | 0       | 0           | 0          | 26       | 0      | 6           | 0          |
| A. Gomes         | 14             | 0              | 3              | 0              | 2        | 1      | 1           | 0          | 2        | 0       | 1           | 0          | 18       | 1      | 5           | 0          |
| A. Gordon        | 35             | 4              | 4              | 0              | 3        | 0      | 1           | 0          | 1        | 0       | 0           | 0          | 39       | 4      | 5           | 0          |
| D. Gray          | 34             | 5              | 3              | 0              | 2        | 1      | 0           | 0          | 2        | 0       | 0           | 0          | 38       | 6      | 3           | 0          |
| M. Holgate       | 25             | 2              | 7              | 1              | 1        | 1      | 0           | 0          | 2        | 0       | 0           | 0          | 28       | 3      | 7           | 1          |
| A. Iwobi         | 28             | 2              | 1              | 0              | 1        | 0      | 0           | 0          | 2        | 1       | 0           | 0          | 31       | 3      | 1           | 0          |
| J. Kenny         | 15             | 0              | 1              | 1              | 3        | 0      | 0           | 0          | 2        | 0       | 0           | 0          | 20       | 0      | 1           | 1          |
| M. Kean*         | 1              | 0              | 0              | 0              | 0        | 0      | 0           | 0          | 1        | 0       | 0           | 1          | 2        | 0      | 0           | 1          |
| M. Keane         | 32             | 3              | 2              | 1              | 3        | 0      | 0           | 0          | 2        | 0       | 0           | 0          | 37       | 3      | 2           | 1          |
| A. Lonergan      | 0              | 0              | 0              | 0              | 0        | 0      | 0           | 0          | 0        | 0       | 0           | 0          | 0        | 0      | 0           | 0          |
| Y. Mina          | 13             | 0              | 3              | 0              | 1        | 1      | 0           | 0          | 0        | 0       | 0           | 0          | 14       | 1      | 3           | 0          |
| V. Mykolenko     | 13             | 1              | 0              | 0              | 3        | 0      | 1           | 0          | 0        | 0       | 0           | 0          | 16       | 1      | 1           | 0          |
| N. Nkounkou*     | 0              | 0              | 0              | 0              | 0        | 0      | 0           | 0          | 1        | 0       | 0           | 0          | 1        | 0      | 0           | 0          |
| T. Onyango       | 3              | 0              | 0              | 0              | 0        | 0      | 0           | 0          | 0        | 0       | 0           | 0          | 3        | 0      | 0           | 0          |
| N. Patterson     | 0              | 0              | 0              | 0              | 1        | 0      | 0           | 0          | 0        | 0       | 0           | 0          | 1        | 0      | 0           | 0          |
| J. Pickford      | 35             | -58            | 2              | 0              | 1        | -1     | 0           | 0          | 0        | 0       | 0           | 0          | 36       | -59    | 2           | 0          |
| I. Price         | 1              | 0              | 0              | 0              | 1        | 0      | 0           | 0          | 0        | 0       | 0           | 0          | 2        | 0      | 0           | 0          |
| Richarlison      | 29             | 10             | 8              | 0              | 2        | 1      | 0           | 0          | 0        | 0       | 0           | 0          | 31       | 11     | 8           | 0          |
| S. Rondón        | 20             | 1              | 3              | 1              | 2        | 2      | 0           | 0          | 1        | 0       | 0           | 0          | 23       | 3      | 3           | 1          |
| G. Sigurdsson    | 0              | 0              | 0              | 0              | 0        | 0      | 0           | 0          | 0        | 0       | 0           | 0          | 0        | 0      | 0           | 0          |
| E. Simms*        | 1              | 0              | 0              | 0              | 0        | 0      | 0           | 0          | 0        | 0       | 0           | 0          | 1        | 0      | 0           | 0          |
| C. Tosun         | 1              | 0              | 0              | 0              | 2        | 0      | 0           | 0          | 0        | 0       | 0           | 0          | 3        | 0      | 0           | 0          |
| A. Townsend      | 21             | 3              | 3              | 0              | 3        | 2      | 0           | 0          | 2        | 2       | 0           | 0          | 26       | 7      | 3           | 0          |
| D. van de Beek   | 7              | 1              | 1              | 0              | 0        | 0      | 0           | 0          | 0        | 0       | 0           | 0          | 7        | 1      | 1           | 0          |
| R. Welch         | 0              | 0              | 0              | 0              | 1        | 0      | 0           | 0          | 0        | 0       | 0           | 0          | 1        | 0      | 0           | 0          |